# Robert Popov
Robert Popov (Macedonisch: Роберт Попов) (Strumica, 16 april 1982) is een Macedonisch voormalig voetballer (verdediger).

## Interlandcarrière
Popov speelde zeventien wedstrijden voor de Macedonische nationale ploeg.